# Canindé de São Francisco
Canindé de São Francisco este un oraș în Sergipe (SE), Brazilia.